# US-amerikanisches Militärordinariat

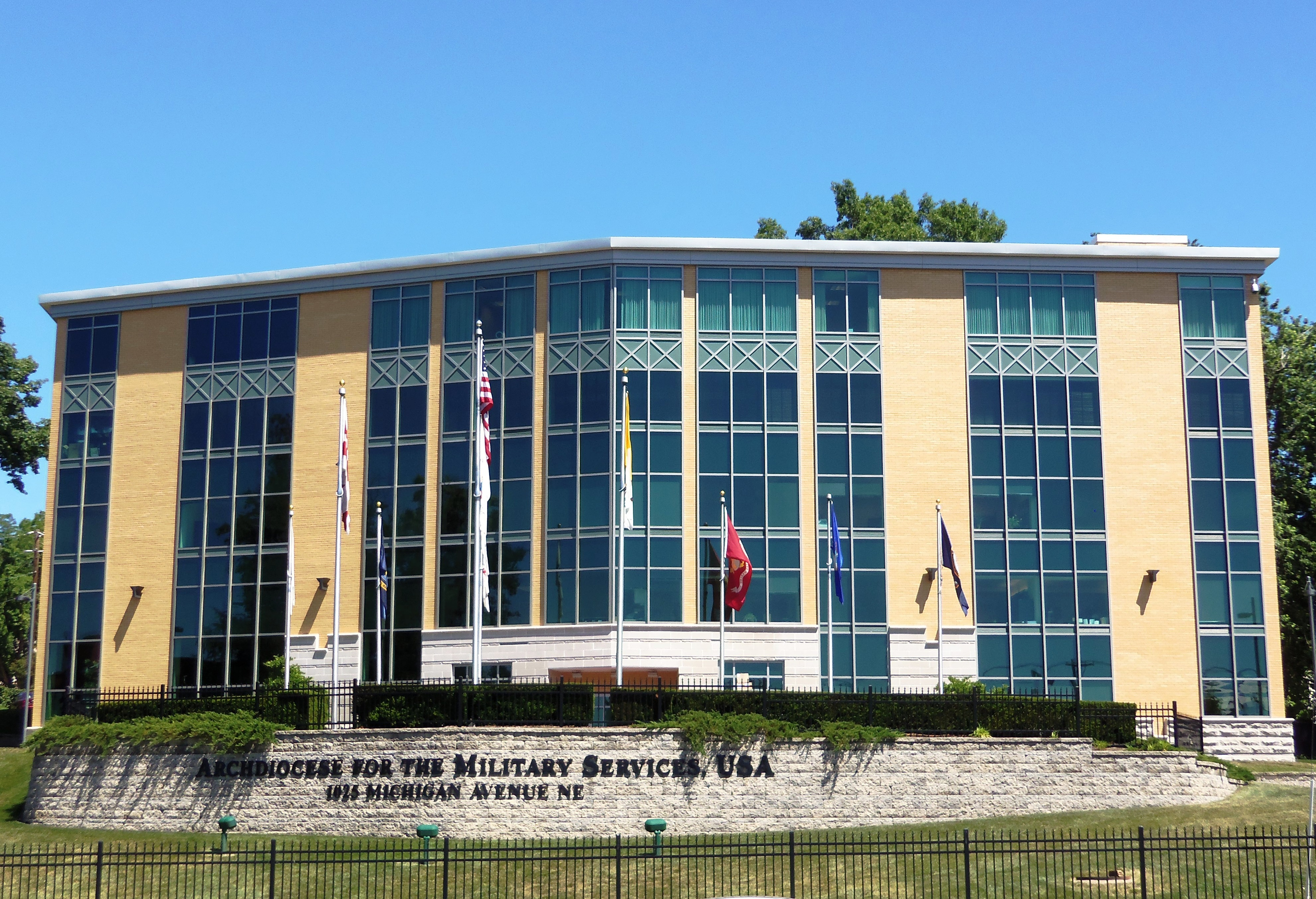
Sitz des US-amerikanischen Militärordinariates in Washington, DC

Das US-amerikanische Militärordinariat (Fœderatarum Civitatum Americæ Septemtrionalis) ist ein Militärordinariat in den USA und zuständig für die Streitkräfte der Vereinigten Staaten. Zum Ordinariat gehören auch die Gebiete der United States Minor Outlying Islands.

## Geschichte
Das US-amerikanische Militärordinariat betreut Angehörige der US-amerikanischen Streitkräfte römisch-katholischer Konfessionszugehörigkeit seelsorgerisch. Es wurde durch Papst Pius XII. am 8. September 1957 als Militärvikariat errichtet. Nach Beschluss zwischen dem Heiligen Stuhl und der USA befindet sich der Sitz des US-amerikanischen Militärordinariats in Washington, D.C. Als einzige römisch-katholische Diözese der USA besitzt das Militärordinariat keine eigene Kathedrale, aber nutzt für feierliche Anlässe die Basilica of the National Shrine of the Immaculate Conception.
| Militär(erz)bischöfe in den USA | Militär(erz)bischöfe in den USA | Militär(erz)bischöfe in den USA                                                       | Militär(erz)bischöfe in den USA | Militär(erz)bischöfe in den USA |
| Nr.                             | Name                            | Amt                                                                                   | von                             | bis                             |
| ------------------------------- | ------------------------------- | ------------------------------------------------------------------------------------- | ------------------------------- | ------------------------------- |
| 1                               | Patrick Joseph Hayes            | Titularbischof von Thagaste                                                           | 24. November 1917               | 10. März 1919                   |
| 2                               | John Francis O’Hara CSC         | Titularbischof von Mylasa                                                             | 11. Dezember 1939               | 10. März 1945                   |
| 3                               | Francis Kardinal Spellman       | Erzbischof von New York                                                               | 11. Dezember 1939               | 2. Dezember 1967                |
| 4                               | Terence Kardinal Cooke          | Erzbischof von New York                                                               | 4. April 1968                   | 6. Oktober 1983                 |
| 5                               | John Joseph Thomas Ryan         | Titularerzbischof von Gabii                                                           | 16. März 1985                   | 14. Mai 1991                    |
| 6                               | Joseph Thomas Dimino            | Titularerzbischof von Hyccarum                                                        | 14. Mai 1991                    | 12. August 1997                 |
| 7                               | Edwin Frederick O’Brien         | Titularerzbischof von Thizica (bis 7. März 1998) Erzbischof des US-Militärordinariats | 12. August 1997                 | 12. Juli 2007                   |
| 8                               | Timothy Broglio                 | Erzbischof des US-Militärordinariats                                                  | 19. November 2007               |                                 |